# Lorenz Hart
Lorenz Milton Hart (Nova Iorque, 2 de maio de 1895 – Nova Iorque, 22 de novembro de 1943) foi um compositor americano que fazia parte da dupla Rodgers e Hart. Algumas de suas composições mais famosas incluem “Blue Moon”; “The Lady Is a Tramp”; “Manhattan”; “Bewitched, Bothered and Bewildered”; e “My Funny Valentine”.

## Carreira
Hart nasceu no Harlem, na cidade de Nova Iorque, e é o mais velho de dois filhos. Seus pais, Max M. e Frieda Hart, são imigrantes judeus de origem alemã. Do lado materno, Hart era sobrinho-neto do poeta alemão Heinrich Heine. Seu pai, um promotor de negócios, mandou Hart e seu irmão para escolas particulares. Seu irmão, Teddy Hart, também se dedicou ao teatro e se tornou um astro da comédia musical. A esposa de Teddy, Dorothy Hart, escreveu uma biografia de Lorenz Hart.
Hart estudou na Columbia Grammar School. Em 1913, ingressou na Columbia College, mas se transferiu para a Escola de Jornalismo da Universidade Columbia, onde estudou por dois anos. Em 1919, um amigo o apresentou a Richard Rodgers, e os dois se juntaram para compor músicas para uma série de produções estudantis.
Em 1918, Hart trabalhou para os irmãos Shubert, traduzindo canções de peças alemãs para o inglês. Em 1919, a música “Any Old Place With You”, escrita por ele e Rodgers, foi incluída na comédia musical da Broadway A Lonely Romeo. Em 1920, seis de suas canções foram usadas na comédia musical Poor Little Ritz Girl, que também contava com músicas criadas por Sigmund Romberg. Eles foram contratados para compor a trilha sonora da produção The Garrick Gaieties, do Theatre Guild, em 1925, cujo sucesso lhes rendeu aclamação.
Rodgers e Hart escreveram a melodia e a letra de 26 musicais da Broadway durante uma parceria de mais de 20 anos que terminou pouco antes da morte prematura de Hart. As maiores produções foram Babes in Arms, The Boys From Syracuse, Pal Joey e On Your Toes. Muitas de suas canções compõem o repertório padrão para cantores e instrumentistas de jazz.
Rodgers e Hart escreveram músicas e letras para diversos filmes, incluindo Love Me Tonight (1932), The Phantom President (1932), Hallelujah, I'm a Bum (1933) e Mississippi (1935). Durante a Grande Depressão, Hart ganhava US$ 60.000 por ano. A partir de 1938, ele passou a viajar com mais frequência e a sofrer com o alcoolismo. No entanto, eles continuaram trabalhando juntos até meados de 1942; sua última produção foi By Jupiter.
Em 23 de julho de 1942, o New York Times noticiou que "Richard Rodgers, Lorenz Hart e Oscar Hammerstein II logo começariam a trabalhar em uma versão musical da peça folclórica de Lynn Riggs, Green Grow the Lilacs, que o Theatre Guild produziu em 1931.” Rodgers havia trazido Hammerstein para o projeto devido à piora do estado mental de Hart, que admitiu que tinha dificuldade em escrever um musical para um ambiente rural como Oklahoma e abandonou o projeto. Rodgers e Hammerstein continuariam a colaborar por 16 anos, uma parceria que fez da dupla uma das equipes de composição mais bem-sucedidas do século XX.
Hart foi muito afetado pela morte de sua mãe no final de abril de 1943. Ele se juntou a Rodgers pela última vez no final de 1943 para uma reedição de A Connecticut Yankee. Seis novas músicas, incluindo “To Keep My Love Alive”, foram escritas para essa versão da peça; essa seria a última letra de Hart. No dia da estreia, Hart desapareceu. Foi encontrado doente dois dias depois em um quarto de hotel e levado ao Doctors Hospital, no Upper East Side, mas morreu em poucos dias.

## Estilo lírico
De acordo com Thomas Hischak, Hart “tinha um talento notável para rimas polissilábicas e internas”, e suas letras são elogiadas por sua inteligência e sofisticação técnica. De acordo com o crítico musical do The New York Times, Stephen Holden, “muitas das letras das músicas de Hart transmitiam uma tristeza de cortar o coração que refletia sua convicção de que ele era fisicamente muito pouco atraente para ser amado”. Holden também observou que “em suas letras, assim como em sua vida, Hart é uma figura solitária e convincente. Embora ele tenha escrito dezenas de canções que são divertidas, engraçadas e cheias de jogos de palavras inteligentes, é a vulnerabilidade triste sob sua superfície que lhes confere uma pungência singular.”

## Vida pessoal e morte
Hart morava com sua mãe viúva e sofria de depressão. Muitos de seus colegas afirmaram que ele era um homossexual discreto. Ele sofria de alcoolismo e, ocasionalmente, desaparecia e ficava ausente por semanas seguidas em suas crises de alcoolismo. Seu comportamento foi a causa de diversos atritos entre ele e Rodgers, o que levou ao rompimento da dupla em 1943, antes de sua morte. Em seguida, Rodgers começou a colaborar com Oscar Hammerstein II.
Hart morreu na cidade de Nova York de pneumonia por exposição em 22 de novembro de 1943, depois de consumir muita bebida alcoólica. Seus restos mortais estão enterrados no Cemitério Mount Zion, no condado de Queens, Nova York.

## Filme biográfico
As circunstâncias da vida de Lorenz Hart foram alteradas no filme biográfico Words and Music, lançado em 1948 pela MGM. Diversos detalhes pessoais fictícios foram adicionados, como a mudança de sua orientação sexual e a atribuição de seu comportamento errático e depressão à obsessão por uma mulher, interpretada no filme por Betty Garrett.

## Principais obras teatrais
- Fly With Me (1920);
- Poor Little Ritz Girl (1920);
- The Garrick Gaieties (1925);
- A Connecticut Yankee, baseado no romance de Mark Twain, A Connecticut Yankee in King Arthur's Court (1927);
- Present Arms (1928);
- Jumbo (1935);
- On Your Toes (1936);
- Babes in Arms (1937);
- The Boys from Syracuse, baseado em The Comedy of Errors, de William Shakespeare (1938);
- I Married an Angel (1938);
- Too Many Girls (1939);
- Higher and Higher (1940);
- Pal Joey, baseado no romance de John O'Hara, Pal Joey (1940);
- By Jupiter (1942).

## Principais músicas
- "A Ship Without a Sail";
- "Bewitched, Bothered and Bewildered";
- "Blue Moon";
- "Blue Room";
- "Dancing on the Ceiling";
- "Falling in Love with Love";
- "Glad to Be Unhappy";
- "Have You Met Miss Jones?";
- "He Was Too Good to Me";
- "I Could Write a Book";
- "I Didn't Know What Time It Was";
- "I Wish I Were in Love Again";
- "I'll Tell The Man In The Street";
- "I've Got Five Dollars";
- "Isn't It Romantic?";
- "It Never Entered My Mind";
- "It's Easy to Remember";
- "Johnny One Note";
- "Little Girl Blue";
- "Lover";
- "Manhattan";
- "Mountain Greenery";
- "My Funny Valentine";
- "My Heart Stood Still";
- "My Romance";
- "Sing for Your Supper";
- "Spring Is Here";
- "Ten Cents a Dance";
- "The Lady Is a Tramp";
- "The Most Beautiful Girl in the World";
- "There's a Small Hotel";
- "This Can't Be Love";
- "Thou Swell";
- "To Keep My Love Alive";
- "Where or When";
- "With a Song in My Heart";
- "You Took Advantage of Me".